# Tour de Vendée 1988
Il Tour de Vendée 1988, diciassettesima edizione della corsa, si svolse il 24 aprile su un percorso di 204 km, con partenza e arrivo a La Roche-sur-Yon. Fu vinto dallo spagnolo Alberto Leanizbarrutia della Teka davanti all'italiano Pierangelo Bincoletto e al belga Marnix Lameire.

## Ordine d'arrivo (Top 10)
| Pos. | Corridore              | Squadra            | Tempo |
| ---- | ---------------------- | ------------------ | ----- |
| 1    | Alberto Leanizbarrutia | Teka               |       |
| 2    | Pierangelo Bincoletto  | Toshiba            |       |
| 3    | Marnix Lameire         | ADR-Anti-M-Enerday |       |
| 4    | Stefan Van Leeuwe      | SEFB-Peugeot       |       |
| 5    | Francis Castaing       | Z-Peugeot          |       |
| 6    | Rudy Pevenage          | Superconfex-Yoko   |       |
| 7    | Stephane Guay          | Toshiba            |       |
| 8    | Corneille Daems        | SEFB-Peugeot       |       |
| 9    | Wayne Bennington       | Système U          |       |
| 10   | Wiebren Veenstra       | Hitachi-Bosal      |       |